# Луненбург (округ, Вірджинія)
Шаблон:StateAbbr_ 36°57′ пн. ш. 78°14′ зх. д. / 36.95° пн. ш. 78.24° зх. д.
Округ Луненбург (англ. Lunenburg County) — округ (графство) у штаті Вірджинія, США. Ідентифікатор округу 51111.

## Історія
Округ утворений 1746 року.

## Демографія
За даними перепису 2000 року загальне населення округу становило 13146 осіб, усе сільське. Серед мешканців округу чоловіків було 6997, а жінок — 6149. В окрузі було 4998 домогосподарств, 3385 родин, які мешкали в 5736 будинках. Середній розмір родини становив 2,91.
Віковий розподіл населення поданий у таблиці:
| Стать    | До 15 років | 15-21 | 22-29 | 30-39 | 40-49 | 50-65 | 65-85 | Понад 85 |
| -------- | ----------- | ----- | ----- | ----- | ----- | ----- | ----- | -------- |
| Чоловіки | 1136        | 660   | 712   | 1162  | 1232  | 1180  | 851   | 64       |
| Жінки    | 1136        | 480   | 441   | 732   | 915   | 1150  | 1160  | 135      |

## Суміжні округи
- Принс-Едвард — північ
- Ноттовей — північний схід
- Брансвік — схід
- Мекленберг — південь
- Шарлотт — захід

## Виноски
1. ↑  U.S. Decennial Census. United States Census Bureau. Архів оригіналу за 4 квітня 2018. Процитовано 3 січня 2014.
2. ↑  Historical Census Browser. University of Virginia Library. Архів оригіналу за 11 серпня 2012. Процитовано 3 січня 2014.
3. ↑  Population of Counties by Decennial Census: 1900 to 1990. United States Census Bureau. Архів оригіналу за 15 грудня 2013. Процитовано 3 січня 2014.
4. ↑  Census 2000 PHC-T-4. Ranking Tables for Counties: 1990 and 2000 (PDF). United States Census Bureau. Архів оригіналу (PDF) за 18 грудня 2014. Процитовано 3 січня 2014.
5. ↑  State & County QuickFacts. United States Census Bureau. Архів оригіналу за 7 червня 2011. Процитовано 3 січня 2014.(англ.) Наведено за англійською вікіпедією.
6. ↑  American FactFinder. Бюро перепису населення США. Архів оригіналу за 26 лютого 2012. Процитовано 31 січня 2008.

| США | Це незавершена стаття з географії США. Ви можете допомогти проєкту, виправивши або дописавши її. |